# Quell'ultimo ponte (saggio)
Quell'ultimo ponte (A Bridge Too Far) è un saggio storico di Cornelius Ryan del 1974. Racconta la pianificazione e l'attuazione dell'Operazione Market Garden, il fallito tentativo Alleato di sfondare le linee tedesche ad Arnhem, nei Paesi Bassi, durante la Seconda guerra mondiale. Il titolo del libro deriva dal commento fatto dal Generale britannico Frederick Browning, Vicecomandante della 1ª Armata Alleata aviotrasportata, che prima dell'operazione disse al Feldmaresciallo Bernard Montgomery: «Temo che quell'ultimo ponte sia un po' troppo lontano».

## Contenuto
(Dalla quarta di copertina di Quell'ultimo ponte, Oscar Mondadori, 1979)
Avvalendosi di un'ampia varietà di fonti, Ryan ha documentato la battaglia del settembre 1944 con foto e mappe includendovi una sezione sui sopravvissuti, “Soldiers and Civilians – What They Do Today”. Frutto di un lavoro di sette anni e coadiuvato da una squadra di esperti, Ryan prestò particolare attenzione agli errori tattici commessi nella pianificazione della gigantesca operazione militare. 
Prima del libro di Ryan, di Operation Market Garden i libri divulgativi sulla Seconda guerra mondiale generalmente tendevano a considerare la battaglia, seguendo l'opinione di Montgomery, un "parziale successo".
Il libro fu terminato poco prima della sua morte nel 1974 e pubblicato quell'anno da Simon & Schuster a New York e da Hamish Hamilton a Londra. In Italia uscì presso la Arnoldo Mondadori editore nello stesso anno. Vi furono frequenti successive edizioni. 

## Adattamenti
Nel 1977 uscì il film diretto da Richard Attenborough Quell'ultimo ponte basato sul libro.

## Edizioni
- (EN) A Bridge Too Far, New York, Simon & Schuster, 1974,  672 pagine.
- (EN) A Bridge Too Far, Londra, Hamish Hamilton, 1974,  672 pagine.
- Quell'ultimo ponte, traduzione di Lucia Krasnik, Collezione Le scie, Verona, Arnoldo Mondadori Editore, 1974,  552 pagine +10 cartine e 63 illustrazioni.
- Quell'ultimo ponte, Oscar Mondadori, Arnoldo Mondadori Editore, 1979, ISBN 978-88-0432-909-1.